# Steinar Amundsen
Steinar Amundsen (Bærum, 4 de julio de 1945-17 de junio de 2022) fue un deportista noruego que compitió en piragüismo en la modalidad de aguas tranquilas.

## Carrera deportiva
Participó en dos Juegos Olímpicos de Verano en los años 1968 y 1972, obteniendo dos medallas, oro en México 1968 y bronce en Múnich 1972. Ganó dos medallas de oro en el Campeonato Mundial de Piragüismo en los años 1970 y 1975.

## Palmarés internacional
| Juegos Olímpicos   | Juegos Olímpicos          | Juegos Olímpicos  | Juegos Olímpicos |
| Año                | Lugar                     | Medalla           | Evento           |
| ------------------ | ------------------------- | ----------------- | ---------------- |
| 1968               | Ciudad de México (México) | Medalla de oro    | K4 1000 m        |
| 1972               | Múnich (RFA)              | Medalla de bronce | K4 1000 m        |
| Campeonato Mundial |                           |                   |                  |
| Año                | Lugar                     | Medalla           | Evento           |
| 1970               | Copenhague (Dinamarca)    | Medalla de oro    | K4 10 000 m      |
| 1975               | Belgrado (Yugoslavia)     | Medalla de oro    | K4 10 000 m      |